# Delfín Benítez Cáceres
Delfín Benítez Cáceres (Asunción, 24 settembre 1910 – Caracas, 8 gennaio 2004) è stato un calciatore paraguaiano naturalizzato argentino, di ruolo attaccante.

## Carriera

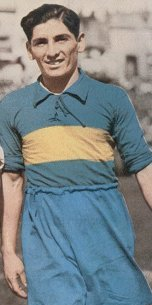
Benítez Cáceres con la maglia del Boca

### Club
Benítez cominciò la sua carriera nel Libertad. Fu uno dei giocatori chiave nella Nazionale paraguaiana all'inizio degli anni '30. Nel 1932 firmò con il club argentino Boca Juniors. Diventò subito uno dei giocatori chiave della squadra e in sette anni segnò 107 gol in 162 incontri, diventando il quinto giocatore più prolifico del club.
Vicino alla fine della sua carriera, Benítez giocò prima nel Racing Avellaneda, e poi nel Ferro Carril Oeste. Durante la sua permanenza al Racing, guadagnò il titolo di capocannoniere della Primera División e del Sud America insieme a Isidro Lángara, militante nel San Lorenzo. Dopo il suo ritiro da calciatore, Cáceres allenò l'Independiente Medellín, e diverse squadre venezuelane.

### Nazionale
Giocò 15 volte con il Paraguay, inclusa la partecipazione al campionato sudamericano del 1929. Nel campionato mondiale 1930, giocò contro gli Stati Uniti e contro il Belgio. Segnerà in totale 3 volte con La Albirroja. Apparì anche una volta con la maglia dell'Argentina, segnando.

## Palmarès

### Club

#### Competizioni nazionali
- Campionato paraguaiano: 2

Libertad: 1930, 1945
- Campionato argentino: 2

Boca Juniors: 1934, 1935

### Individuale
- Capocannoniere del campionato argentino: 1

1940 (33 reti)